# Bordando el estandarte
El cuadro Bordando el estandarte (título original Stitching the Standard ) es una pintura del artista británico Edmund Leighton. La obra retrata a una mujer joven de largos cabellos oscuros y con traje de época — cuyo nombre se desconoce — sentada en la almena de un castillo medieval dando los últimos retoques a un estandarte o gallardete con una águila negra sobre un campo de oro. En un periodo de paz, la mujer hace su bordado a la luz del día, lejos de la agitación del castillo.
La pintura se inscribe en la Hermandad Prerrafaelita tardía, próxima la Primera Guerra Mundial. Stitching the Standard fue posiblemente titulada The Device por el biógrafo de Leighton, Alfred Yockney, de entre las obras de 1911.

## Procedencia
El 23 de abril de 1928, la pintura sale a subasta en la compañía Christie's bajo el nombre de Preparing the Flag. Fue comprada por W. W. Sampson. El 26 de septiembre de 1977, con el título de Awaiting his Return (Esperando su regreso) fue comprada por Richard Green en la galería Philips. El 27 de junio de 1978, con el título de Stitching the Standard, la pintura fue vendida en Sotheby's de Belgrado a un coleccionista particular.